# Molí fariner de Ca la Torre
El Molí fariner de Ca la Torre és una obra de Pratdip (Baix Camp) inclosa a l'Inventari del Patrimoni Arquitectònic de Catalunya.
Molí fariner amb una estructura arquitectònica de planta quadrangular, alçada amb murs de pedra amb morter i maons. La coberta és de teules. L'interior es distribuiex en planta baixa i un pis superior. L'edifici ha sofert algunes modificacions amb el temps, actualment forma part d'una hípica de la zona.